# リッチモンド郡 (ノースカロライナ州)
リッチモンド郡（リッチモンドぐん、英: Richmond County）は、アメリカ合衆国ノースカロライナ州の中央部南に位置する郡である。2010年国勢調査での人口は46,639人であり、2000年の46,564人から0.2%増加した。郡庁所在地はロッキンガム市（人口9,558人）であり、同郡で人口最大の都市でもある。

## 歴史
リッチモンド郡は1779年にアンソン郡から分離して設立された。郡名は第3代リッチモンドおよびレノックス公爵チャールズ・レノックスに因んで名付けられた。
1899年、郡南東部からスコットランド郡が設立された。
アメリカ独立戦争時の軍人であるケイダー・キートンがリッチモンド郡イギリス系アメリカ人開拓地の設立者だった。

### 鉄道史
郡南東部のハムレット市はその鉄道の歴史で知られている。20世紀に入る以前、シーボード・エア・ライン鉄道がハムレットまで開通し、この町はフロリダ州からニューヨーク州まで、さらに東から西の各地に向かう鉄道路線の結節点になった。1900年、シーボード・エア・ライン鉄道がハムレット駅をビクトリア建築様式で建設し、アメリカ合衆国東部では最大級に写真を撮られた駅となった。この駅は1971年にアメリカ合衆国国家歴史登録財に指定され、2004年には全面改修された。2009年、ハムレット市はノースカロライナ州では最初のものだったトーネイド蒸気機関車を収める新しい建物を造った。当初の蒸気機関車は1839年に、バージニア州リッチモンドのD・J・バー&アソシエイツが製造した。南北戦争の時には北軍に短期間捕獲され、その後返還された。1892年、トーネイドはローリー市の100周年大祝賀会に登場した。ハムレット市にはナショナル鉄道博物館と殿堂があり、長年使われたシーボード・エア・ライン鉄道の収集品を展示している。

## 郡政府
リッチモンド郡地域のランバー川自治体委員会のメンバーである。
2000年国勢調査によって、アメリカ合衆国下院議員の選挙区はノースカロライナ州第8選挙区に入っており、2013年時点では共和党員を選出している。

## 地元の呼び物

### 自動車レース
リッチモンド郡は、1965年にロッキンガム・スピードウェイが開設されて以来、自動車レースの歴史で知られている。2005年までこの1周1マイル (1,600 m) のコースでは、スプリントカップやネイションワイド・シリーズのものなどNASCARの行事が2年毎に行われてきた。現在はアメリカ自動車レースクラブ、USARプロカップ、UARA例とモデルズなどの団体が主催する行事が行われている。場内にある「リトルロック」とも呼ばれる半マイル (800 m) のトラックでは、バンドレロやレジェンド・レースカー・クラスの1週間続く行事も行われている。郡内では芝刈り機のレースもある。4月から10月毎週末エラービのライオンズクラブがショーを開催し、周辺郡や周から観客や競争者を集めている。
郡内では国際ホットロッド協会の主催するロッキンガム・ドラッグウェイも行われ、年間90以上のレースがある。

### アウトドア活動
郡内には釣りや猟に適した場所が多い。サンドヒルズ・ゲームランドやピー・ディー国立野生生物保護区があり、ハイキング、自転車乗り、乗馬、ボート遊び、狩猟を行うことができる。狩猟の対象は鹿、シチメンチョウ、ウズラ、キツネリスなどがある。ブルーエットフォールズ貯水池が郡内最大の湖であり、ビッグブルー、フラットヘッド・キャットフィッシュの他、シマバスやシャドなどを釣ることができる。現在はヒッチコック・クリークまたピーディー川の4マイル (6 km) 沿いにパドリングやカヌーができる全長10マイル (16 km) のブルー・トレイル、を開発中であり、最終の陸送点であるディッグストラクトではキャンプも可能である

## 地理
アメリカ合衆国国勢調査局に拠れば、郡域全面積は480平方マイル (1,243 km2)であり、このうち陸地474平方マイル (1,228 km2)、水域は6平方マイル (16 km2)で水域率は1.17%である。

### 郡区
リッチモンド郡はロッキンガム、ハムレット、エラービの3郡区に分かれている。

### 主要高規格道路
- 州間高速道路74号線
- アメリカ国道1号線
- アメリカ国道74号線
- アメリカ国道220号線
- ノースカロライナ州道38号線
- ノースカロライナ州道73号線
- ノースカロライナ州道109号線
- ノースカロライナ州道177号線
- ノースカロライナ州道381号線

### 隣接する郡
- モンゴメリー郡 - 北
- ムーア郡 - 北東
- スコットランド郡 - 南東
- マルボロ郡 (サウスカロライナ州) - 南
- アンソン郡 - 西

### 国立保護地域
- ピーディー国立野生生物保護区（部分）

## 人口動態
以下は2000年の国勢調査による人口統計データである。
| 基礎データ - 人口: 46,564人 - 世帯数: 17,873 世帯 - 家族数: 12,582 家族 - 人口密度: 38人/km2（98人/mi2） - 住居数: 19,886軒 - 住居密度: 16軒/km2（42軒/mi2） 人種別人口構成 - 白人: 64.84% - アフリカン・アメリカン: 30.53% - ネイティブ・アメリカン: 1.65% - アジア人: 0.68% - 太平洋諸島系: 0.03% - その他の人種: 1.08% - 混血: 1.18% - ヒスパニック・ラテン系: 2.83% | 年齢別人口構成 - 18歳未満: 25.8% - 18-24歳: 10.1% - 25-44歳: 27.7% - 45-64歳: 22.8% - 65歳以上: 13.6% - 年齢の中央値: 36歳 - 性比（女性100人あたり男性の人口） - 総人口: 96.3 - 18歳以上: 92.7 世帯と家族（対世帯数） - 18歳未満の子供がいる: 32.1% - 結婚・同居している夫婦: 48.3% - 未婚・離婚・死別女性が世帯主: 17.0% - 非家族世帯: 29.6% - 単身世帯: 26.3% - 65歳以上の老人1人暮らし: 11.2% - 平均構成人数 - 世帯: 2.51人 - 家族: 3.01人 | 収入と家計 - 収入の中央値 - 世帯: 28,830米ドル - 家族: 35,226米ドル - 性別 - 男性: 27,308米ドル - 女性: 20,453米ドル - 人口1人あたり収入: 14,485米ドル - 貧困線以下 - 対人口: 19.6% - 対家族数: 15.9% - 18歳未満: 26.7% - 65歳以上: 18.9% |

## 都市と町

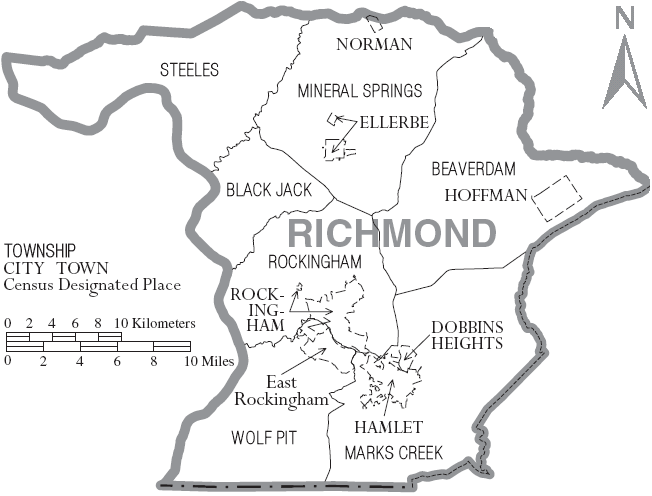
リッチモンド郡の自治体と郡区

| - ドビンスハイツ - イーストロッキンガム - エラービ | - ハムレット - ホフマン - ノーマン | - ロッキンガム - 郡庁所在地 - コルドバ |

## 著名な出身者
- ザ・ドリーム、本名テリアス・ヤングデル・ナッシュ、R&Bシンガーソングライター